# Kasteel IJpelaar
Kasteel IJpelaar, ook wel geschreven als Kasteel Ypelaer, was een kasteel dat zich op enkele kilometers ten oosten van Breda en een kilometer ten noordwesten van Bavel bevond. Het behoorde vanouds bij Bavel, waarvan het tegenwoordig door een snelweg is afgescheiden.

## Geschiedenis
De eerste vermelding stamt van 1280. De naam werd toen als Ypenlaar geschreven. Er was sprake van een buurtschap, maar tevens van een landgoed van die naam dat in de 12e of 13e eeuw is ontstaan. De naam Ypenlaar kwam voor in een document waarin Arnout van Leuven gemeenterechten verleende aan de bevolking met betrekking tot alle gemeene weyden en wilderen, gelegen tusschen Emelenberg en Ypelaar, streckende tot aan den Molengracht en tot het bosch ’t gene Verdebosch genaemt wordt.  

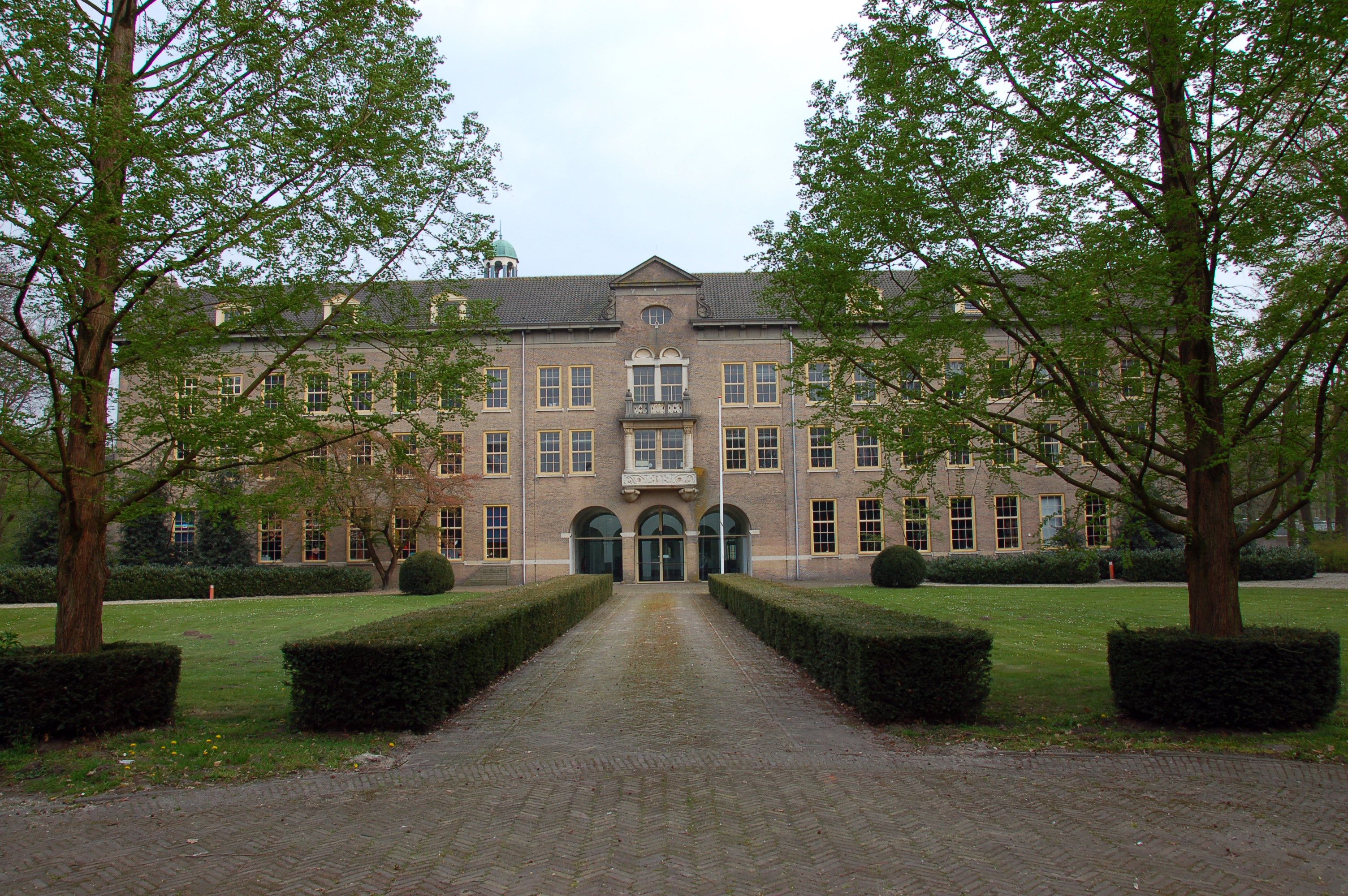
AKV Sint Joost, thans gevestigd op de locatie IJpelaar

Omstreeks 1330 werd melding gemaakt van ene Peter van Ulvenhout als Heer van IJpelaar. Hij was een leenman van de Heren van Breda en bewoonde een kasteeltje. Dit was omringd door een stuk land, terwijl in de wijdere omgeving ook een aantal boerderijen werden gesticht. Reeds vóór 1669 moet sprake geweest zijn van een landgoed waarop rechte dreven waren aangelegd.
Het kasteel werd in 1837 gesloopt en op de fundamenten ervan werd een landhuis gebouwd. In 1878 werd dit landhuis afgebroken en verrees op het landgoed het kleinseminarie van het Bisdom Breda. Omstreeks 1970 werd het seminarie gesloten en kwamen de gebouwen aan de Katholieke Sociale Academie 'Markendaal' (School voor Sociale Bedrijfsleiding) aan de Beukenlaan (voorheen 'IJpelaardreef') in Breda (nu Avans Hogeschool, AKV St. Joost, Breda). Grachten en funderingen van Kasteel IJpelaar zijn nog steeds terug te vinden in het bos achter de Hogeschool.
In 1961 begon men met de bouw van de Bredase woonwijk IJpelaar. Hiertoe werden een aantal eeuwenoude boerderijen afgebroken.